# Ilha Akun

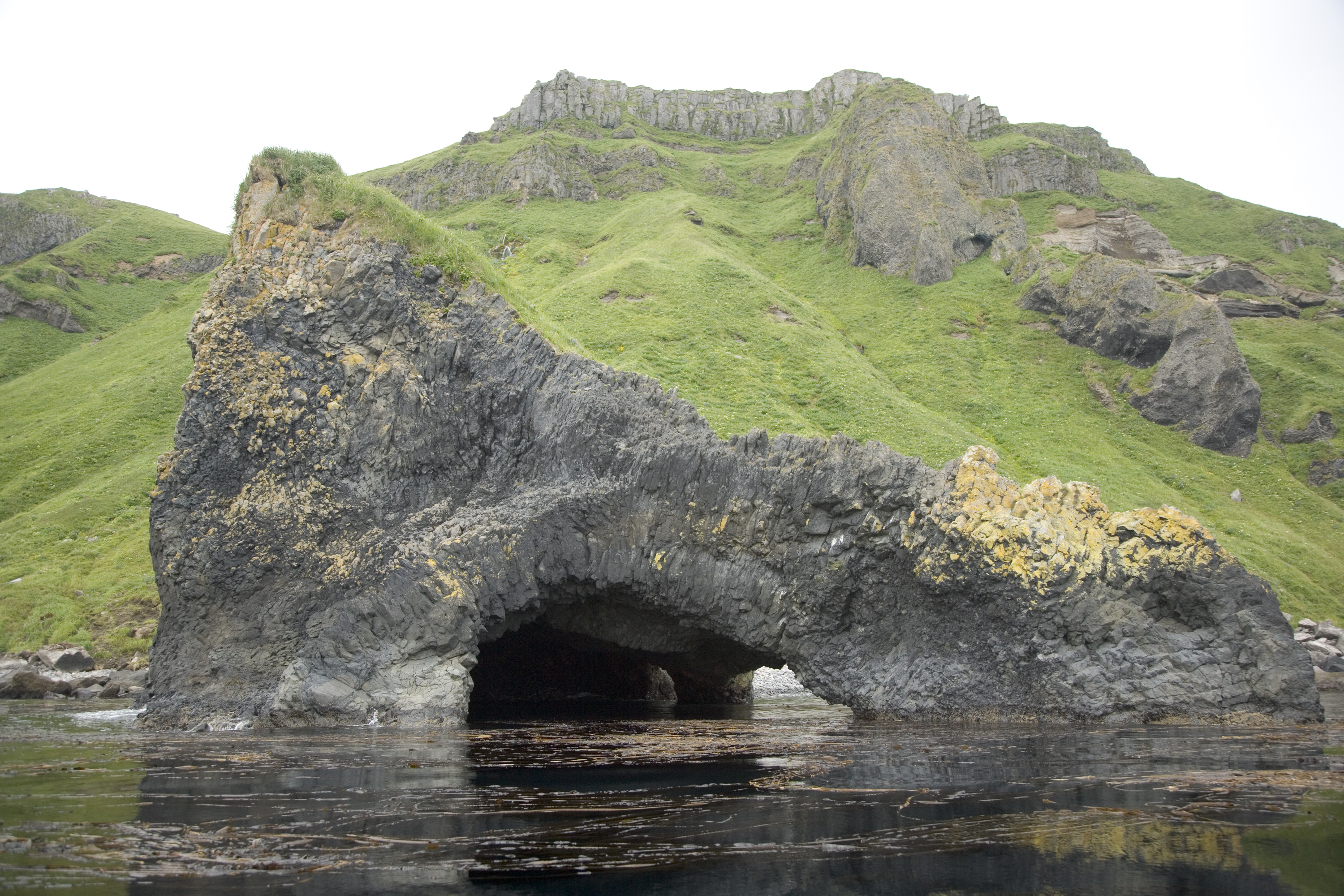
Uma das praias da ilha

A Ilha Akun (Akungan em Aleúte) é uma ilha do arquipélago Fox nas Ilhas Aleutas, no estado do Alasca. Atualmente se encontra despovoada.